# Ristedter Windmühle
Die Ristedter Windmühle, auch Wienbergsche Windmühle genannt, in Syke, Ortsteil Ristedt, Windmühlenstraße 30, stammt von 1880.
Das Gebäude steht unter Denkmalschutz (Siehe auch Liste der Baudenkmale in Syke#Ristedt).

## Geschichte
Ristedt ist ein viele hundert Jahre altes Dorf, das 1217 erstmals erwähnt wurde.
Zwischen Ristedt und Bradenholz, auf dem 41,5 Meter hohen Blohmberg, stand eine Windmühle, die 1866 abbrannte. 1880 errichtete die wohlhabende Bauernfamilie Wienberg hier eine Galerie-Holländermühle. Anfang des 19. Jahrhunderts wurden täglich 300 Zentner Getreide geschrotet oder gemahlen.
1931 erfand der Konstrukteur und preußische Major Kurt Bilau ein System zur besseren Ausnutzung der Windkraft. Die Familie Wienberg nutzte das System und montierte sogenannte Bilausche Ventikanten (Windmotor, von lateinisch Ventus=Wind) als wulstartige Bleche an die Flügel und erzielte erhebliche Erfolge bei auch geringerem Wind und einen gleichmäßigeren, ruhigeren Betrieb der Anlage. Mit den neuen Flügeln erreichte die Mühle auf Anhieb eine zwei- bis dreifach verbesserte Windkraftausbeute. Zeitungen und Rundfunk berichteten überregional über diese Neuerung und viele Besucher besichtigten die Mühle.
1943 bestand Luise Wienberg als zweite Frau in Deutschland die Müllermeisterprüfung.
Ein 1943 im Zweiten Weltkrieg durch Fliegerbeschuss beschädigter Flügel musste 1952 abgenommen werden. Die Mühle wurde nun mit E-Motoren angetrieben. 1965 wurde die Mühle stillgelegt und danach die weiteren Flügel, die Windrose und die Galerie (Arbeitsbühne als Balkon) demontiert. 1973 erhielt das 27 Meter hohe Gebäude im Rahmen einer Sanierung seinen weißen Anstrich; die weitere Nutzung blieb unklar. 2001 plante die Eigentümerfamilie in vierter Generation die Sanierung der Mühle, die dann neue Flügel und die Galerie zurückerhalten sollte, was aber nicht realisiert werden konnte. Im Gebäude ist aktuell eine Wohnung.